# 陆家嘴图书馆
上海市浦东新区陆家嘴图书馆地处上海市浦东新区陆家嘴，是国家一级图书馆，图书馆由两个分部组成，分别位于东方路38号和浦城路150号。

## 历史
陆家嘴图书馆由原浦东第一图书馆（东方路38号）和浦东第二图书馆（浦城路150号）在2007年1月合并建立。其中第一图书馆是由香港陈占美先生捐资建造，于1986年开放。第二图书馆由陈占美先生的夫人李云华女士捐赠，于1989年对外开放。原属于杨浦区文化局管理，1994年后移交浦东新区。

## 馆藏
图书馆馆藏总量422977册，其中纸质图书339966册，报纸期刊1127种，阅览席位416席，年均外借册次32万册。